# Nordqvist

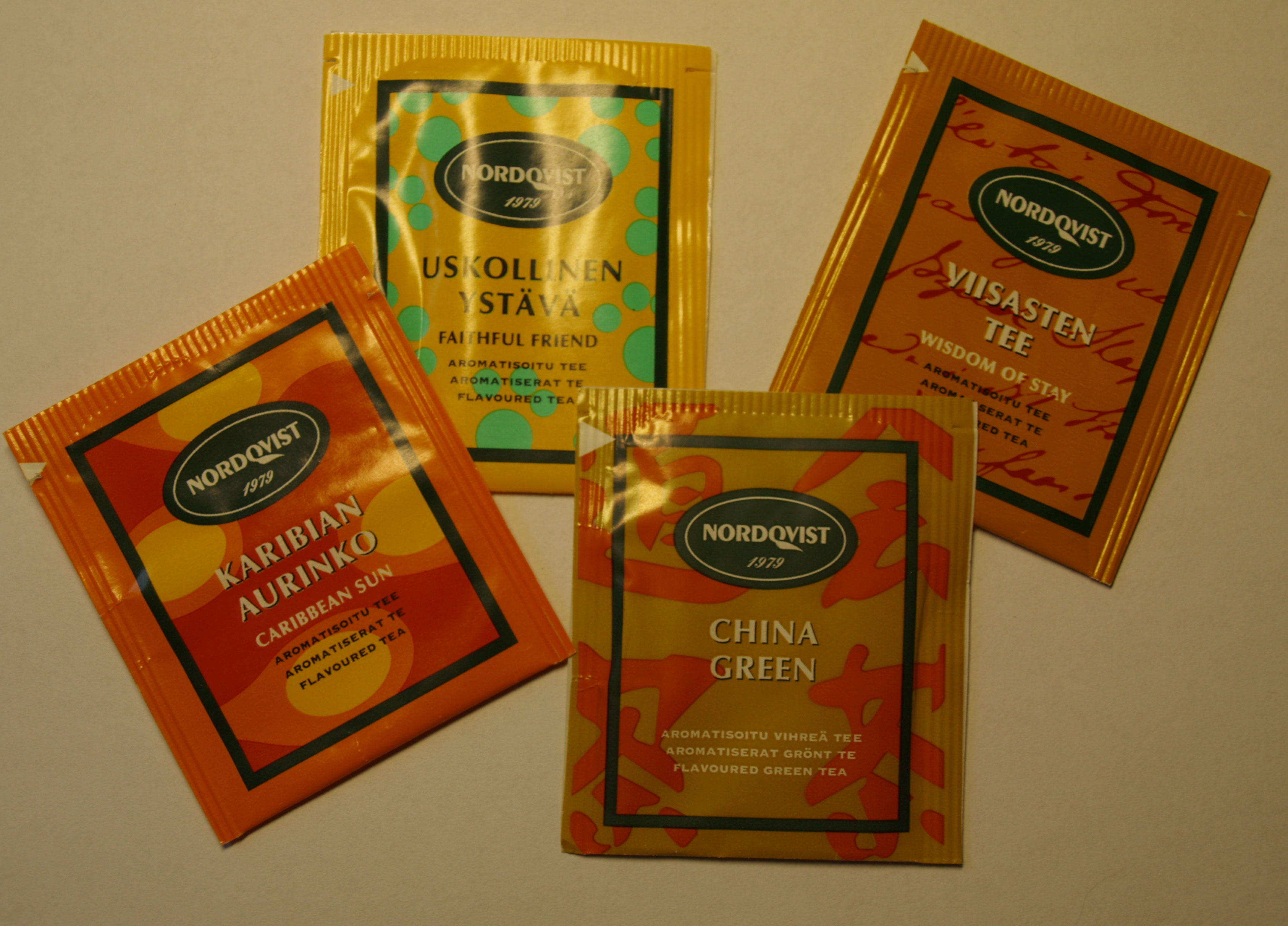
Malá kolekce sáčků čaje Nordqvist

Nordqvist je finský dovozce a prodejce čaje se sídlem ve Vantaa. Rodinná společnost má jen 15 zaměstnanců, ale ročně prodává téměř 200 tun čaje. Většinu produkce dodává na finský trh, exportuje dále do USA, Japonska, Estonska, Švédska a Norska. Důraz klade na elegantní balení a design v severském (Nordik) stylu.

## Historie
- 1979 – založení společnosti
- 1980 – otevření dvou specializovaných obchodů s čajem, představení 6 nových produktů
- 1985 – počátek velkoobchodní činnosti

## Význam a produkce
Nordqvist je jedním ze dvou hlavních dovozců a prodejců čaje ve Finsku. Zaměřuje se na vysoce kvalitní čaje a klade důraz na vysokou úroveň designu obalů čaje.
Produkce zahrnuje klasické černé čaje, bílé čaje, zelený čaj, rooibos, čaj bez kofeinu; balené v sáčcích i sypané. Součástí nabídky jsou i fair trade čaje . Moderní balička umožňuje vakuové balení sypaných čajů.

## Vybrané známější značky
- Nordqvist